# 登氏舟尾鱈
登氏舟尾鱈，為輻鰭魚綱鱈形目鼠尾鱈科的其中一種，分布於東北大西洋比斯開灣海域，屬深海底棲性魚類，深度可達1207公尺，體長可達22公分，棲息在底層水域，生活習性不明。

## 扩展阅读
維基物種上的相關：登氏舟尾鱈